# Arnold I (biskup poznański)
Arnold (zm. 8 maja 1186) – biskup poznański. Znany jest z nekrologu opactwa w Lubiniu oraz wypisu z Antiquitatum monasterii Lubinensis, zgodnie z którym ok. 1180 roku konsekrował ołtarz św. Benedykta w opactwie w Lubiniu, a następnie podarował mu wsie Wyrzeka i Proczewo. Zważywszy, że jego poprzednik Cherubin jest po raz ostatni poświadczony jako uczestnik synodu w Łęczycy w 1180, okres sprawowania posługi biskupiej przez Arnolda można oznaczyć na lata 1180–1186.